# Anna Kalata
Anna Kalata, née Kalista le 10 mai 1964 à Milanówek, est une femme politique polonaise. Elle est ministre du Travail et de la Politique sociale entre mai 2006 et novembre 2007.

## Biographie
Elle adhère à l'Alliance de la gauche démocratique (SLD) en 1999 et échoue à se faire élire à la Diète aux élections législatives du 23 septembre 2001. Elle décide en 2002 de rejoindre l'Autodéfense de la république de Pologne (SRP).
Aux élections locales qui se tiennent en novembre, elle postule aux fonctions de bourgmestre de Błonie mais ne recueille que 10,8 % des suffrages exprimés. Elle échoue également lors des élections européennes du 7 juin 2004, puis des élections législatives du 23 septembre 2005.
Le 5 mai 2006, Anna Kalata est nommée ministre du Travail et de la Politique sociale dans le gouvernement de coalition du conservateur Kazimierz Marcinkiewicz. Elle est alors la première femme à occuper ce poste. Elle est reconduite le 14 juillet, lorsque Jarosław Kaczyński accède au pouvoir. Elle est relevée de ses fonctions à la suite de la rupture de la coalition au pouvoir, le 13 août 2007. En septembre, elle quitte la SRP.
Candidate indépendante aux élections sénatoriales du 9 octobre 2011, elle ne parvient pas à faire enregistrer sa candidature. Pour les élections européennes du 25 mai 2014, elle est investie tête de liste SLD-UP dans la circonscription de Mazovie, où elle ne se fait pas élire. Aux élections sénatoriales du 25 octobre 2015, elle postule dans la circonscription de Varsovie-IV, où elle totalise seulement 8,6 % des suffrages exprimés.